# La donna del lago (romanzo)
La donna del lago è un  romanzo giallo scritto da Giovanni Comisso nel 1962 e pubblicato da Longanesi.
Il romanzo è stato riedito nel 1968 e 1974.
Nel 1965 il romanzo ha avuto una omonima trasposizione cinematografica.

## Trama
Il romanzo è ambientato ad Alleghe, paese alpino del bellunese nel quale sono accaduti diversi omicidi rimasti avvolti nel mistero per molti anni.

## Edizioni
- Giovanni Comisso, La donna del lago, Milano, Longanesi, 1962.

## Influenza culturale
- La donna del lago (film)